# Distrito de Znojmo
El distrito de Znojmo es uno de los siete distritos que forman la región de Moravia Meridional, República Checa, con una población estimada a principio del año 2018 de 113 797 habitantes. Se encuentra ubicado al sureste del país, al sureste de Praga, cerca de la frontera con Eslovaquia y Austria. Su capital fue la ciudad de Znojmo.

## Localidades (población año 2018)
- Bantice 292
- Běhařovice 374
- Bezkov 205
- Bítov 146
- Blanné 74
- Blížkovice 1180
- Bohutice 606
- Bojanovice 187
- Borotice 427
- Boskovštejn 150
- Božice 1552
- Břežany 843
- Čejkovice 216
- Čermákovice 90
- Černín 134
- Chvalatice 107
- Chvalovice 653
- Citonice 589
- Ctidružice 304
- Damnice 336
- Dobelice 265
- Dobřínsko 391
- Dobšice 2438
- Dolenice 142
- Dolní Dubňany 486
- Dyjákovice 861
- Dyjákovičky 538
- Dyje 464
- Džbánice 147
- Grešlové Mýto 214
- Havraníky 347
- Hevlín 1437
- Hluboké Mašůvky 818
- Hnanice 361
- Hodonice 1823
- Horní Břečkov 251
- Horní Dubňany 300
- Horní Dunajovice 624
- Horní Kounice 315
- Hostěradice 1521
- Hostim 428
- Hrabětice 898
- Hrádek 922
- Hrušovany nad Jevišovkou 3314
- Jamolice 442
- Jaroslavice 1249
- Jevišovice 1172
- Jezeřany-Maršovice 783
- Jiřice u Miroslavi 466
- Jiřice u Moravských Budějovic54
- Kadov 144
- Korolupy 153
- Kravsko 563
- Křepice 110
- Krhovice 562
- Křídlůvky 243
- Kubšice 152
- Kuchařovice 937
- Kyjovice 155
- Lančov 231
- Lechovice 546
- Lesná 263
- Lesonice 236
- Litobratřice 464
- Lubnice 64
- Lukov 250
- Mackovice 368
- Mašovice 517
- Medlice 161
- Mikulovice 639
- Milíčovice 206
- Miroslav 2930
- Miroslavské Knínice 323
- Morašice 227
- Moravský Krumlov 5758
- Našiměřice 216
- Němčičky 83
- Nový Šaldorf-Sedlešovice 1547
- Olbramkostel 530
- Olbramovice 1140
- Oleksovice 686
- Onšov 74
- Oslnovice 82
- Pavlice476
- Petrovice 368
- Plaveč 449
- Plenkovice 378
- Podhradí nad Dyjí 52
- Podmolí 169
- Podmyče 99
- Práče 822
- Pravice 341
- Přeskače 104
- Prokopov 92
- Prosiměřice 854
- Rešice 347
- Rozkoš 176
- Rudlice 94
- Rybníky 426
- Šafov 139
- Šanov 1499
- Šatov 1115
- Skalice 520
- Slatina 244
- Slup 475
- Stálky 122
- Starý Petřín 227
- Štítary 611
- Stošíkovice na Louce 264
- Strachotice 1040
- Střelice 159
- Suchohrdly 1353
- Suchohrdly u Miroslavi 489
- Šumná 635
- Tasovice 1373
- Tavíkovice 594
- Těšetice 600
- Trnové Pole 115
- Trstěnice 550
- Tulešice 197
- Tvořihráz 408
- Uherčice 383
- Újezd 78
- Únanov 1266
- Valtrovice 425
- Vedrovice 839
- Velký Karlov 396
- Vémyslice 695
- Vevčice 72
- Višňové 1068
- Vítonice 260
- Vracovice 192
- Vranov nad Dyjí 824
- Vranovská Ves 300
- Vratěnín 298
- Vrbovec 1155
- Výrovice 173
- Vysočany 92
- Zálesí 170
- Zblovice 42
- Želetice 271
- Žerotice 346
- Žerůtky 261
- Znojmo 33 719